# عيد ميلاد سعيد (رواية)
عيد ميلاد سعيد هي إحدى روايات الروائية الأمريكية دانيال ستيل (بالإنجليزية Happy Birthday) وهي من الروايات الرومانسية.

## نبذة قصيرة
تدور أحداث الرواية عن ثلاثة اشخاص يعتقد كل منهم ان حياته قد توقفت على نمطها المعهود ولا سبيل إلى تغييرها وياتي موعد ميلاد كل منهم ليفتح أمامهم آفاقا وآمالا لم يتوقعوها أبدا تكونن سببا في تغيير حياتهم إلى الأفضل.